# 高爾峰
47°05′02″N 11°49′11″E / 47.083974°N 11.819679°E

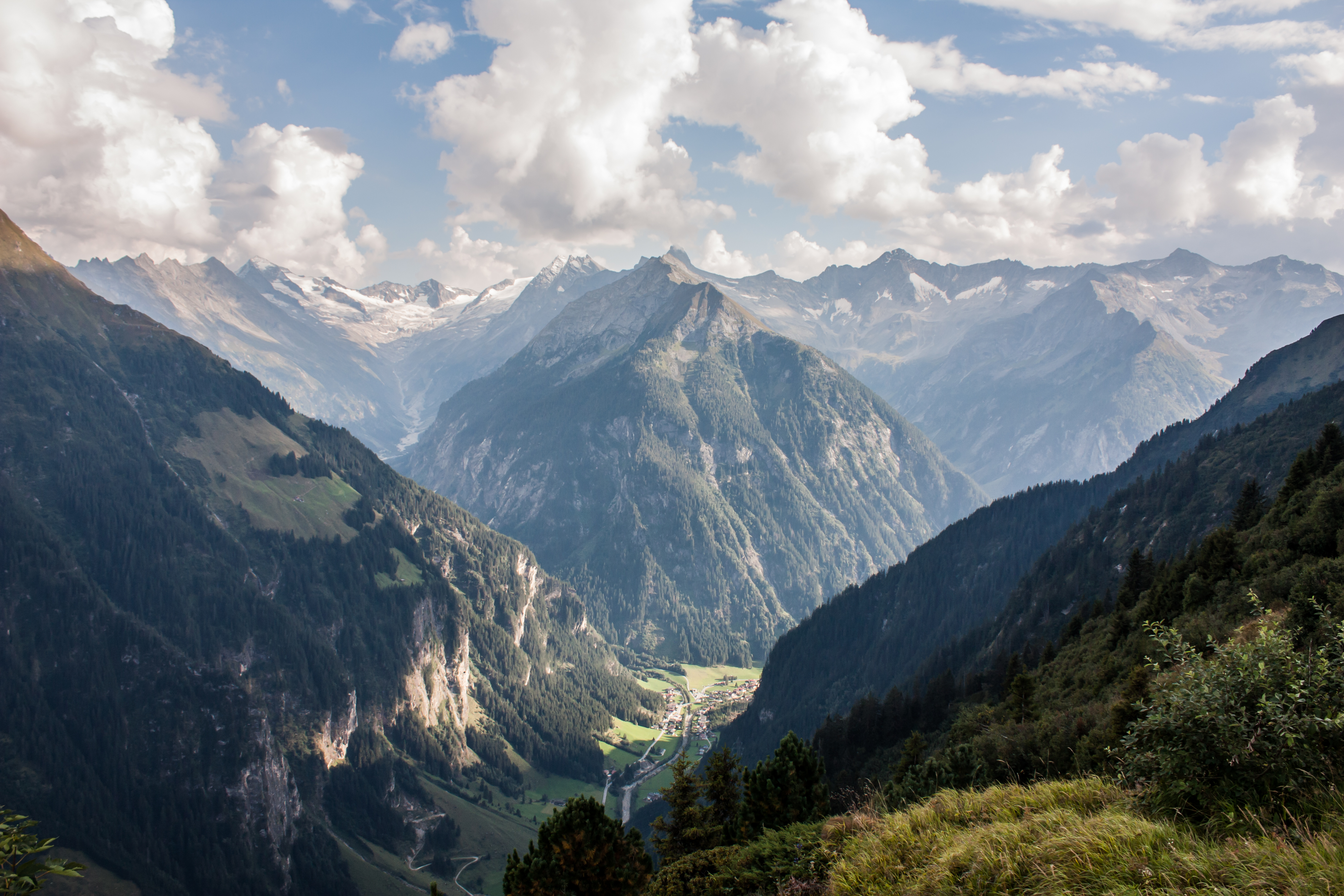

高爾峰（德語：Gaulspitze），是奧地利的山峰，位於該國西部，由蒂羅爾州負責管轄，屬於齊勒塔爾阿爾卑斯山脈的一部分，該山峰海拔高度為2,411米。